# Asura geminata
Asura geminata är en fjärilsart som beskrevs av Arnold Pagenstecher 1900. Asura geminata ingår i släktet Asura och familjen björnspinnare. Inga underarter finns listade i Catalogue of Life.